# المحرر الوجیز
المحرر الوجیز فی تفسیر الکتاب العزیز از تفاسیر قرآن نوشتهٔ ابن عطیه اندلسی است. این کتاب از مهم‌ترین تفاسیر درایی در سدهٔ ششم هجری است. ابن عطیه این اثر را پیش از اشتغال به قضاوت المریه نوشته‌است. همواره این کتاب را با تفسیر کشاف زمخشری مقایسه کرده‌اند و آن را برتر از کشاف دانسته‌اند.